# Atletismo nos Jogos Pan-Americanos de 2023 - 20 km marcha atlética feminina
A competição dos 20 km de marcha atlética feminina do atletismo nos Jogos Pan-Americanos de 2023 foi disputada em 29 de outubro nas ruas de Santiago, no Chile. No total, competiram 15 atletas de 9 Comitês Olímpicos Nacionais (CON).

## Calendário
Horário local (UTC-4).
| Data          | Horário | Fase  |
| ------------- | ------- | ----- |
| 29 de outubro | 07:00   | Final |

## Medalhistas
| Ouro   | PER Kimberly García |
| Prata  | ECU Glenda Morejón  |
| Bronze | PER Evelyn Inga     |

## Recordes
Antes desta competição, os recordes mundiais e dos Jogos Pan-Americanos da prova eram os seguintes:
| Tipo                             | Atleta        | Tempo   | Local   | Data                |
| -------------------------------- | ------------- | ------- | ------- | ------------------- |
|                                  | Liu Hong      | 1:24:38 | Corunha | 6 de junho de 2015  |
| Recorde dos Jogos Pan-Americanos | Sandra Arenas | 1:28:03 | Lima    | 4 de agosto de 2019 |

## Resultados
Kimberly García, do Peru, venceu o evento com o tempo de 1m12s26, o que lhe atribuiria o recorde mundial, porém os resultados foram anulados após uma nova medição na distância da prova constatar que o percurso estava 3,8 km mais curto do que o previsto. As medalhas foram atribuídas pela posição de chegada, mas os tempos finais não foram considerados.
| Pos. | Atleta              | Nacionalidade                       | Tempo | Notas       |
| ---- | ------------------- | ----------------------------------- | ----- | ----------- |
| 01 ! | Kimberly García     | PER Peru                            | –     |             |
| 02 ! | Glenda Morejón      | ECU Equador                         | –     |             |
| 03 ! | Evelyn Inga         | PER Peru                            | –     |             |
| 4    | Viviane Lyra        | BRA Brasil                          | –     |             |
| 5    | Alejandra Ortega    | MEX México                          | –     |             |
| 6    | Magaly Bonilla      | ECU Equador                         | –     | TR54.7.4[A] |
| 7    | Paula Torres        | ECU Equador                         | –     |             |
| 8    | Mayra Quispe        | BOL Bolívia                         | –     |             |
| 9    | Gabriela de Sousa   | BRA Brasil                          | –     |             |
| 10   | Natalia Alfonzo     | VEN Venezuela                       | –     |             |
| 11   | Noelia Vargas       | CRC Costa Rica                      | –     |             |
| 12   | Mirna Ortiz         | EAI Equipe de Atletas Independentes | –     |             |
| 13   | Maria Michta-Coffey | USA Estados Unidos                  | –     |             |
| 14   | Stephanie Casey     | USA Estados Unidos                  | –     |             |
| 15   | Alegna González     | MEX México                          | DNF   |             |

A Se, de acordo com a Regra 54.7.3 das Regras Técnicas, um atleta receber um terceiro cartão vermelho e não for mais possível direcioná-lo para entrar na zona de penalidade antes do final da corrida, o árbitro deverá adicionar o tempo que teria sido obrigados a passar na zona de penalidade até o seu tempo de chegada e ajustar a ordem de chegada conforme necessário.
Legenda
| Recorde mundial                  | Recorde mundial (World record)               |                       | Recorde africano                      | Recorde africano (African) |                                           | Q | Classificado por posição (Qualified) |
| Recorde dos Jogos Pan-Americanos | Recorde pan-americano (Pan-American record)  | Recorde da América    | Recorde da América (Americas)         | q                          | Classificado por melhor tempo (Qualified) |   |                                      |
| Melhor marca do ano              | Melhor marca do ano (World leading)          | Recorde asiático      | Recorde asiático (Asian)              | DNS                        | Não largou (Did not start)                |   |                                      |
| Recorde nacional                 | Recorde nacional (National record)           | Recorde europeu       | Recorde europeu (European)            | DNF                        | Não terminou (Did not finish)             |   |                                      |
| Recorde pessoal                  | Recorde pessoal do atleta (Personal best)    | Recorde da Oceania    | Recorde da Oceania (Oceania)          | DSQ / DQ                   | Desclassificado (Disqualified)            |   |                                      |
| Recorde da temporada             | Recorde da temporada do atleta (Season best) | Recorde sul-americano | Recorde sul-americano (South America) | NM                         | Sem marca (No mark)                       |   |                                      |